# Un cabinet d'amateur
Un cabinet d’amateur. Histoire d'un tableau est un roman de Georges Perec publié en France aux éditions Balland en 1979.

## Résumé
Ce court roman est centré sur la collection de tableaux réunis par un entrepreneur en brasserie, Hermann Raffke. À l'occasion de festivités organisées en 1913 par la communauté d'origine allemande de Pittsburgh, un tableau de cette collection, Un cabinet d'amateur exécuté par Heinrich Kürz, suscite la fascination du public : il représente le collectionneur, Raffke lui-même, en train d'admirer plusieurs des toiles de sa collection. Grâce à une savante mise en scène (des miroirs représentés sur la toile), la scène se répète à l'infini, de plus en plus petite. Dans chacun des reflets successifs, on retrouve donc la scène de départ, mais Kürz introduit à chaque fois de légers changements dans les toiles représentées sur les murs, par rapport à leur représentation initiale.
C'est précisément à ce jeu de miroirs déformants que Perec se livre lui-même, sous une forme littéraire et non picturale, durant la plus grande part du récit, et qu'il révèle à son lecteur (qui s'en doutait bien un peu) dans les toutes dernières lignes.

## Analyse de contenu
En effet, à la toute fin de son roman, Perec précise que « sont faux la plupart des détails de ce récit fictif », et notamment la plupart des tableaux qu'il décrit pourtant avec force détails. Ces éléments d'invention sont mêlés à des précisions authentiques :
- quelques tableaux sont tout à fait réels : il s'agit, d'une part, d'œuvres relevant du genre du « cabinet d'amateur », d'autre part, d'œuvres jouant comme Perec sur des effets de miroirs entre le peintre, son sujet et le spectateur. Ces œuvres servent en quelque sorte à poser le cadre théorique dans lequel Perec entend évoluer ;
- beaucoup d'autres tableaux sont fictifs, mais attribués par l'auteur à des peintres ayant réellement existé.

Au fil du récit, c'est cette dernière catégorie d'œuvres, qui joue sur le fil étroit séparant le réel et l'imaginaire, qui prend peu à peu le plus d'importance. On le verra au fil de la liste qui suit (voir en particulier aux entrées numérotées 5, 31, 68, 69, 73, 79, 87, 132, 134, 136, 145, 163), tentative de répartition des œuvres décrites par Perec, dans l'ordre où elles apparaissent dans le livre, selon les catégories du réel et de l'imaginaire.
Principes adoptés pour cette liste :
- les différentes occurrences d'une même œuvre sont précisées, à l'exception de celle qui donne son titre au livre, trop souvent citée au fil de l'ouvrage ;
- l'orthographe du nom des peintres et l'intitulé des œuvres sont ceux adoptés par Perec ;
- ne sont cités que les tableaux (ou séries de tableaux) précisément identifiés (les mentions du type « les innombrables cabinets de la dynastie des Francken » n'apparaissent pas ci-dessous).

1. Un cabinet d'amateur, Heinrich Kürz : œuvre et peintre imaginaires.
2. La Théière sur la table, Garten : œuvre et peintre imaginaires.
3. Compotier, Sigmund Becker : œuvre et peintre imaginaires.
4. L'Établi, James Zapfen : œuvre et peintre imaginaires.
5. Visitation, Andrea Solario : œuvre imaginaire, peintre réel. À noter qu'à cette première occurrence, l'œuvre est attribuée dans le texte à Pâris Bordone, Lorenzo Lotto ou Sebastiano del Piombo. Cité aussi au n°70 (c'est là qu'est faite l'attribution à Solario), au n°84 et au n°161.
6. Les Apprêts du déjeuner, Chardin : œuvre imaginaire, peintre réel. Cité aussi au n°65 et au n°162.
7. Portrait de Bronco McGinnis, Adolphus Kleidrost : œuvre et peintre imaginaires. Cité aussi au n°100.
8. Une fête au Palais Quarli, Pietro Longhi : œuvre imaginaire, peintre réel. Non seulement l'œuvre est imaginaire, mais il n'y a pas de palais Quarli à Venise. En revanche, un imprimeur du nom d'Andrea Quarli est mentionné par Perec et Harry Mathews dans l'article cité ci-dessous (au n°45) à propos de Raymond Roussel : on peut y voir une première et discrète allusion à l'auteur fétiche de Perec. Cité aussi au n°135.
9. Eskimos descendant le fleuve Hamilton, Schonbraun : œuvre et peintre imaginaires.
10. Les Pêcheurs de perles, Dietrich Hermannstahl : œuvre et peintre imaginaires.
11. Portrait de la jeune mariée, R. Mutt : œuvre imaginaire, mais R. Mutt est l'un des pseudonymes de Marcel Duchamp, et le titre de ce tableau imaginaire évoque l'une des œuvres les plus connues de ce peintre, La mariée mise à nu par ses célibataires, même, inspiré en partie (selon Duchamp), par un poème de l'auteur fétiche de Perec, Raymond Roussel.
12. La Leçon de peinture, école hollandaise : œuvre imaginaire.
13. Scène de cabaret, école flamande : œuvre imaginaire.
14. Le Christ chez Marthe et Marie, Abel Grimmer : œuvre et peintre réels.
15. La Tour de Babel, Pierre Bruegel l'Ancien : œuvre et peintre réels.
16. Allégories des cinq sens (série), Jean Bruegel de Velours : œuvres et peintre réels. Perec ne cite explicitement aucun des tableaux de la série, parmi lesquels la vue et le goût.Le Cabinet d'amateur de Cornélius van der Geest lors de la visite des Archiducs Albert et Isabelle

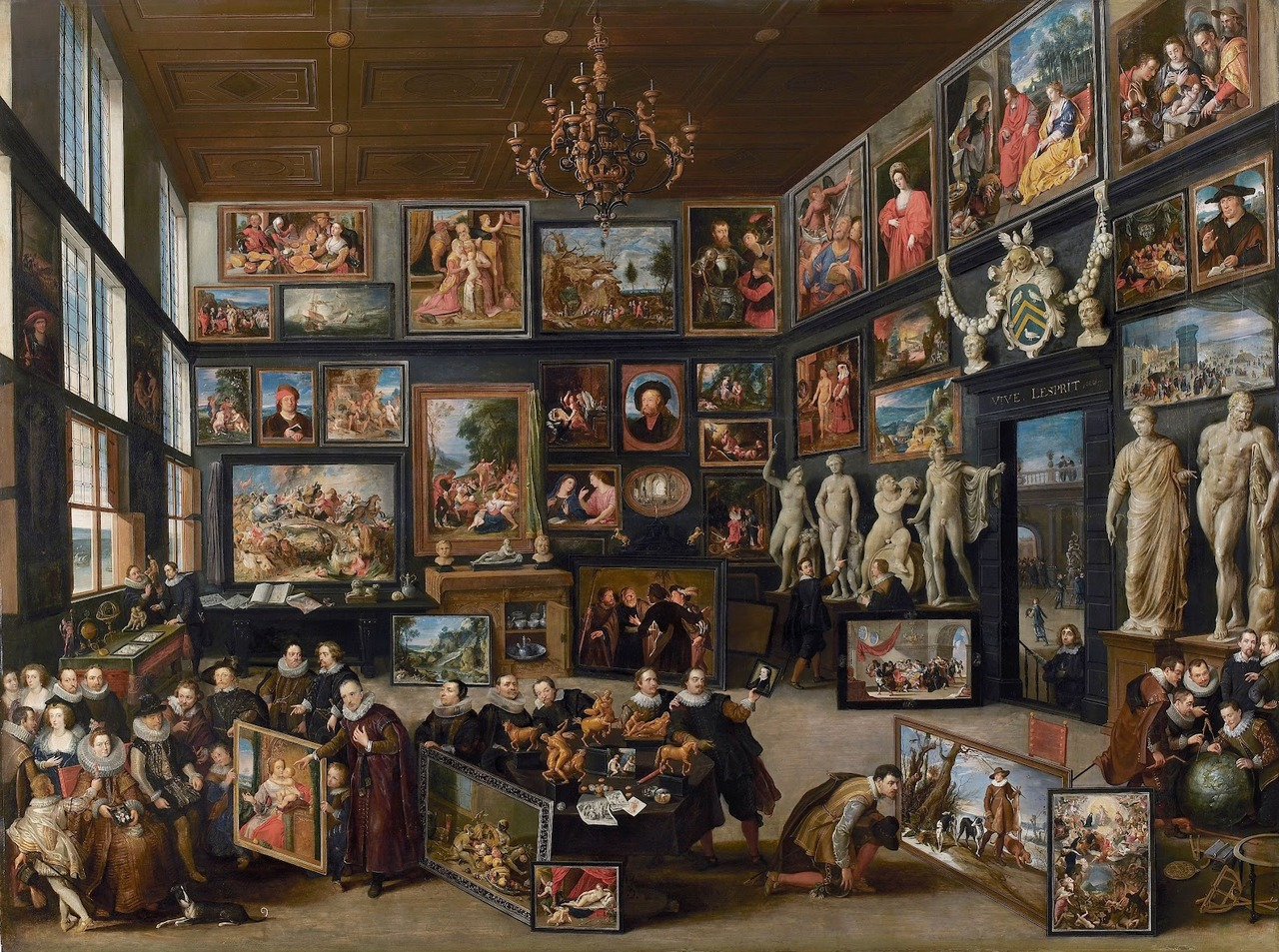
Le Cabinet d'amateur de Cornélius van der Geest lors de la visite des Archiducs Albert et Isabelle

17. Willem van Haecht : œuvre et peintre réels : Le Cabinet d'amateur de Cornélius van der Geest lors de la visite des Archiducs Albert et Isabelle.
18. Femme à sa toilette, Jean Van Eyck : œuvre et peintre réels. Perec précise que l'œuvre, quoique bien réelle, a disparu, ce qui est exact : elle n'est connue que par une copie.Galeries archiducales de Léopold-Guillaume à Bruxelles, par David Teniers.

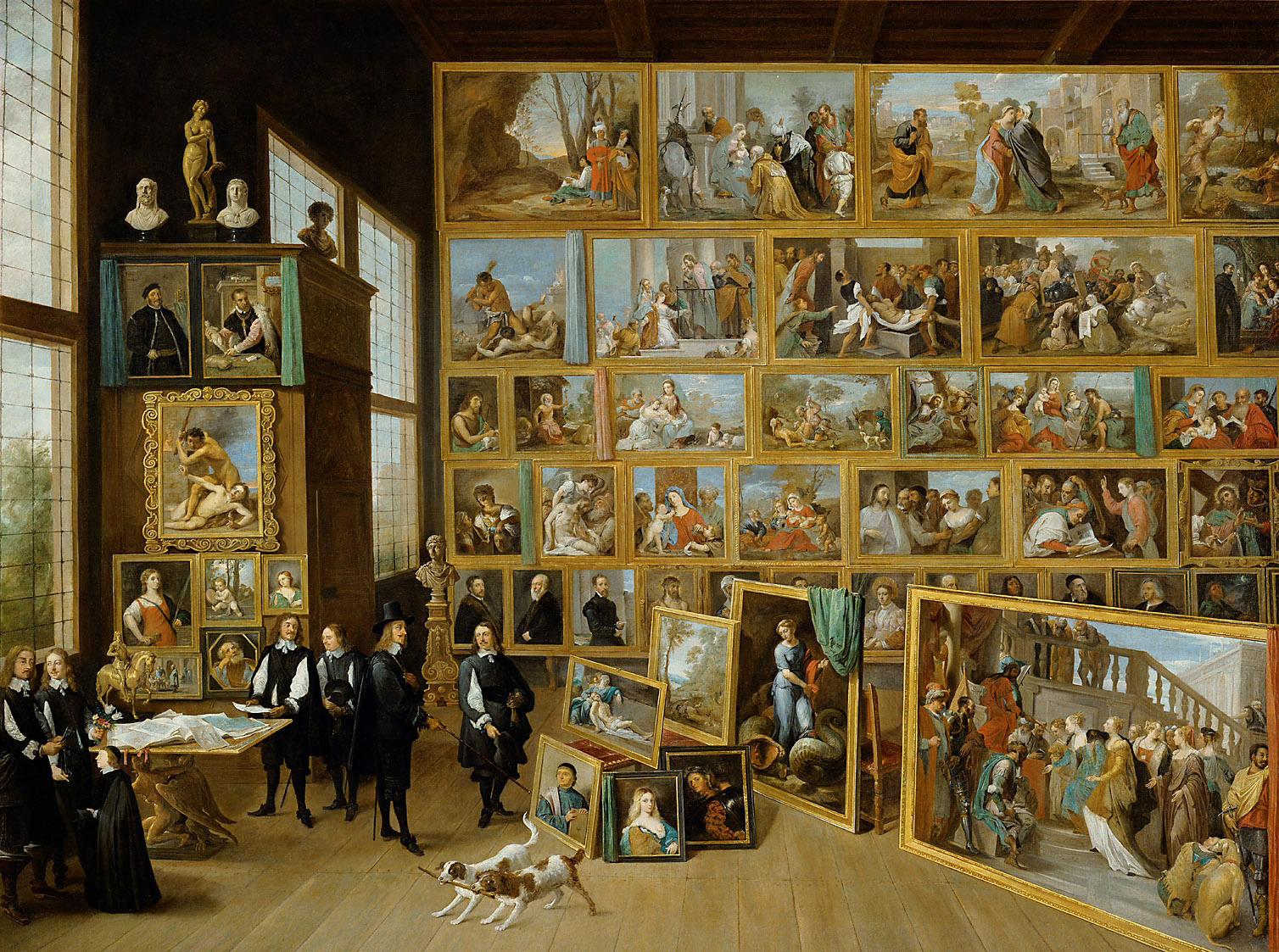
Galeries archiducales de Léopold-Guillaume à Bruxelles, par David Teniers.

19. Série des Galeries archiducales de Léopold-Guillaume, David Teniers le Jeune : œuvres et peintre réels.
20. Galeries de peinture, Gian Paolo Pannini : œuvres et peintre réels.

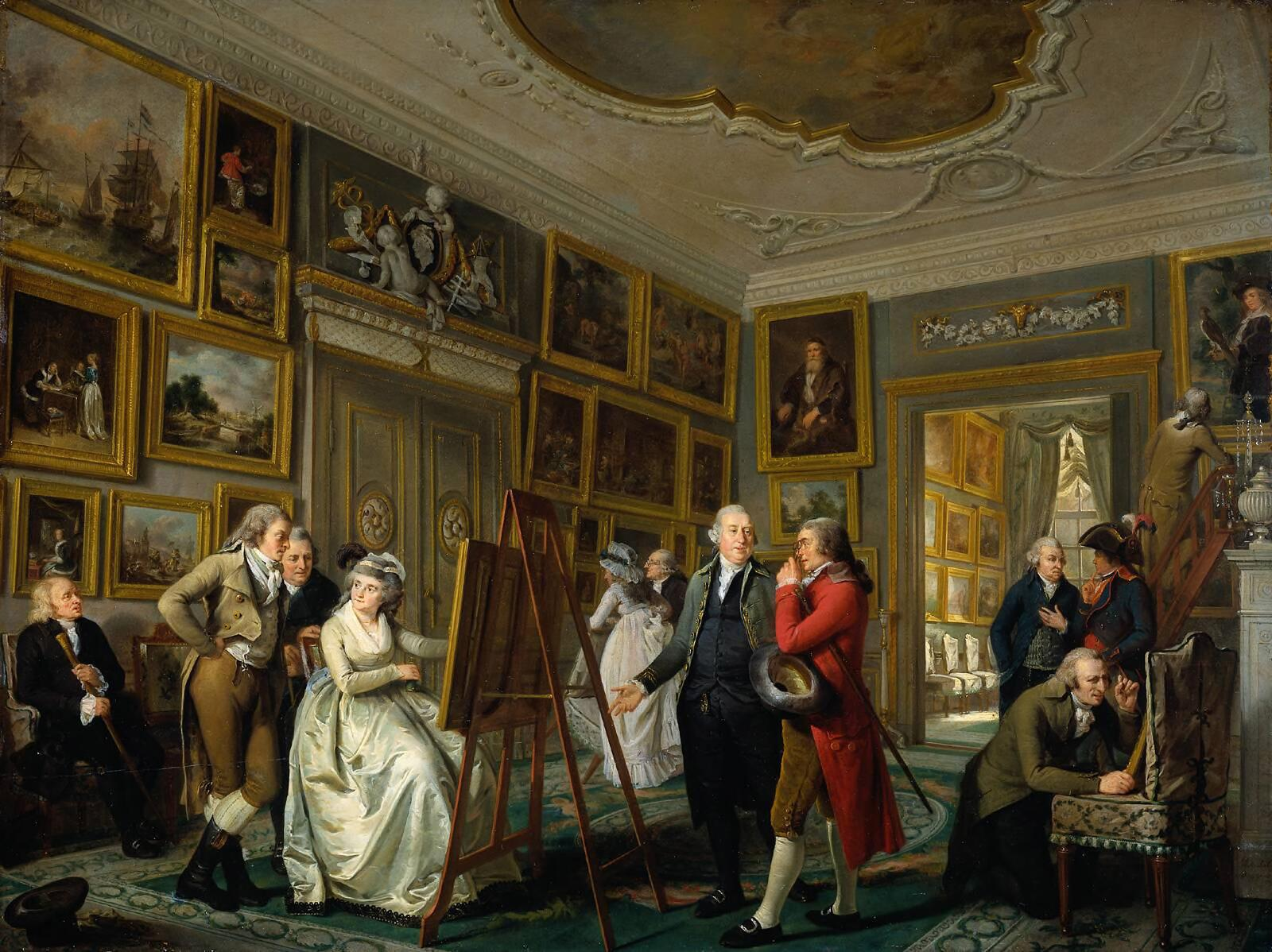
Le Collectionneur Jan Gildemeester dans sa galerie de tableaux.

21. L'Enseigne de Gersaint, Watteau : œuvre et peintre réels.Le Collectionneur Jan Gildemeester dans sa galerie de tableaux.
22. Le Collectionneur Jan Gildemeester dans sa galerie de tableaux, Adrien de Lelie : œuvre et peintre réels.
23. Les Ménines, Velasquez : œuvre et peintre réels. À noter que Perec n'indique pas le nom de Velasquez.
24. Autoportrait, Rigaud : œuvre et peintre réels.
25. Sous-officiers pendant la guerre de Sécession, Daisy Burroughs : œuvre et artiste imaginaires.
26. Puits de pétrole près de Forel's Fields, Russell Johnson : œuvre et peintre imaginaires.
27. Indigènes aux îles Salomon, Thomas Corbett : œuvre et peintre imaginaires.
28. Charles M. Murphy s'attaquant au record du mile le 30 juin 1889, Bernie Bickford : œuvre et peintre imaginaires. En revanche, le record dont le tableau est censé faire état est bien réel.
29. La Squaw, Walter Greentale : œuvre et peintre imaginaires.
30. Paysage à manivelle, anonyme : œuvre imaginaire.
31. Le Manoir à l'envers, Hogarth : œuvre imaginaire, peintre réel. Le tableau en tant que tel est imaginaire, mais la série de gravures, mentionnée par Perec, et dont il est censé s'inspirer est, elle, bien réelle.
32. Paysage du Tennessee, Auguste Hervieu : œuvre imaginaire, peintre réel. Hervieu est surtout connu pour avoir accompagné Frances Trollope lors de son voyage aux États-Unis, ainsi que le rapporte Perec dans sa description associée au tableau.
33. Les Buveurs de whisky, anonyme : œuvre imaginaire. Cité au n°112.
34. Deux Petits Chats endormis, anonyme : œuvre imaginaire. Cité aussi au n°111.
35. Groupe de femmes quakeresses dans le port de Nantucket, anonyme : œuvre imaginaire.
36. La Chasse au tigre, anonyme : œuvre imaginaire.
37. Les Garçons de café, anonyme : œuvre imaginaire. Cité aussi au n°113.
38. L'Assassinat de Concini[1], Julien Blévy : œuvre et peintre imaginaires.
39. Le Camp du Drap d'Or, Guillaume Rorret : œuvre et peintre imaginaires. La qualification de "post-raphaélite", dont est censé se parer le peintre en question, est évidemment aussi fantaisiste que le peintre lui-même. Cité aussi au n°114.
40. La Mort de la servante, Henry Silverspoon : œuvre et peintre imaginaires.
41. Les Labours en Norvège, Dolknif Schlamperer : œuvre et peintre imaginaires.
42. Lancelot, Camille Velin-Ravel : œuvre et peintre imaginaires. Cité aussi au n°116.
43. Le Prince masqué, Horvendill Lautenmacher : œuvre et peintre imaginaires. Le peintre est présenté comme un élève de Charles Haeberlin qui, lui, a bel et bien existé.
44. La Première ascension du mont Cervin, Gustave Feuerstahl : œuvre et peintre imaginaires. Les circonstances dramatiques de cette ascension sont en revanche, telles que décrites par Perec, bien réelles.
45. Saint Jean-Baptiste, Le Groziano : œuvre et peintre imaginaires. En marge du récit de l'acquisition de ce tableau, Perec mentionne "une grosse dondon française accompagnée d'un jeune gommeux", sans plus de précisions. Le "jeune gommeux" est Raymond Roussel, la "grosse dondon" est sa mère, et le tout fait référence à un épisode de la vie de Roussel imaginé par Perec et Harry Mathews dans un article pseudoscientifique de 1977[2]. Paradoxalement, cette enchâssement de références toutes plus imaginaires les unes que les autres suscite un effet de réel saisissant, tout en rendant discrètement hommage à l'un des auteurs fétiches de Perec.
46. La Rue de l'Aveyron, Bonnard : œuvre imaginaire, peintre réel. Cité aussi au n°126.
47. La Marchande de cigarettes, Renoir : œuvre imaginaire, peintre réel. Cité aussi au n°128.
48. La Gare de Saint-Wendel, Menzel : œuvre imaginaire et peintre réel.
49. Passage à niveau près de Kissingen, Menzel : œuvre imaginaire et peintre réel. Contrairement à Saint-Wendel dans le tableau précédent, dont l'existence est attestée, on ne trouve pas de localité nommée Kissingen, à moins de considérer qu'il ne s'agisse de Bad Kissingen.
50. L'Atelier du peintre, Menzel : œuvre imaginaire et peintre réel.
51. Portrait du cardinal Barberini, Le Donnaiolo : œuvre et peintre imaginaires.
52. L'Adoration des bergers, Cristofano Bellagamba : œuvre et peintre imaginaires.
53. La Conversion de saint Paul, Cristofano Bellagamba : œuvre et peintre imaginaires. Dans le livre, il est suggéré que l'œuvre puisse être aussi attribuée à Domenico Bellagamba, fils de Cristofano tout aussi imaginaire que son père.
54. Hercule aux pieds d'Omphale, Guide : œuvre et peintre imaginaires.
55. Les Musiciens endormis, Arrigo Mattei : œuvre et peintre imaginaires. Mattei est censé être "un des meilleurs élèves de Crespi". Problème : une ribambelle de peintres italiens ont porté ce nom (on croule désormais sous le réel). Perec nous le présentant comme un maître du clair-obscur, il s'agit probablement de Giuseppe Maria Crespi. Cité aussi au n°141.
56. Les Joueurs de dés, Arrigo Mattei : œuvre et peintre imaginaires.
57. Le Sac de Troie, Otto Reder : œuvre et peintre imaginaires. Tout le développement érudit qui suit sur le décor de l'opéra de Lisbonne est tout aussi imaginaire que le tableau dont il est issu. Cité aussi au n°149.
58. Portait de Guillaume de Humboldt, Pierre de Cornelius : œuvre et peintre imaginaires. Il existe en revanche de bien réels portraits de Guillaume de Humboldt. Cité aussi au n°146.
59. Portrait de jeune fille, dit au "portulan", dit aussi Portrait Cuijper, attribué à Carel Fabritius de Delft : œuvre imaginaire, peintre réel. Cité aussi au n°80 et au n°164.
60. Portrait du marchand Martin Baumgarten, Hans Holbein le Jeune : œuvre imaginaire, peintre réel. Cité aussi au n°166.
61. Le siège de Tyr, école flamande : œuvre imaginaire. Sans doute cité aussi, mais attribué à Peter Snayers au n°148.
62. Paysage de Picardie, Gaspard Ten Broek : œuvre et peintre imaginaires. Cité aussi au n°153.
63. Portrait d'un chevalier, dit aussi Le Chevalier au bain, école italienne : œuvre imaginaire. Cité aussi au n°90 et au n°168.
64. L'Annonciation aux rochers, école italienne : œuvre imaginaire. Cité aussi au n°89 et au n°165.
65. Même tableau qu'au n°6.
66. Énée fuyant les ruines de Troie, Gerbrand van den Eeckhout : œuvre imaginaire, peintre réel. Cité aussi au n°144.
67. Portrait de Jakob Ziegler, Lucas Cranach : œuvre imaginaire, peintre réel. Les précisions fournies par Perec permettent même de préciser qu'il s'agit de Lucas Cranach l'Ancien, ce que Perec confirme explicitement à la seconde occurrence de l'œuvre, au n°167.
68. Jeune fille lisant une lettre, école hollandaise : œuvre imaginaire. Pour achever d'égarer son lecteur, Perec précise que l'œuvre aurait un temps été attribuée à Gabriel Metsu, "mais cette attribution n'est pas assez documentée pour pouvoir être retenue". Or, l'un des tableaux les plus célèbres de Metsu est précisément une Femme lisant une lettre dont la composition est étonnamment proche de la description donnée par Perec. On doit préciser que sur le tableau réel de Metsu, la domestique regarde à la dérobée une marine à demi masquée par un rideau : un tableau dans un tableau, variante discrète du "cabinet d'amateur". Cité aussi au n°142.
69. Portrait d'une princesse de la Maison d'Este, école de Pisanello : œuvre imaginaire. Le principe adopté par Perec est exactement le même que pour le tableau précédent : l'œuvre aurait été attribuée à Pisanello lui-même, mais on "démontra que c'était impossible. Or, Pisanello est précisément l'auteur du Portrait d'une princesse d'Este. Là encore, on nous présente comme imaginaire un tableau bien réel. En revanche, la princesse elle-même, censée s'appeler Lauredana d'Este, "n'ayant pas trois ans à la mort du peintre", n'a jamais existé : la princesse du tableau réel serait l'une des filles de Nicolas III d'Este ; or, aucune d'entre elles ne se prénomme Lauredana, et elles étaient toutes largement adultes à la mort de Pisanello. Cité aussi au n°155.
70. Même tableau qu'au n°5. Il est parfaitement avéré, comme l'écrit Perec, que Solario a participé au décor du château de Gaillon.
71. Portrait d'un ambassadeur, Leandro Bassano : œuvre imaginaire, peintre réel. Cité aussi au n°151.
72. Le Billet dérobé, Jean Vermeer de Delft : œuvre imaginaire, peintre réel. L'immense renommée tant du peintre que du critique qui est censé en avoir parlé, Ruskin, tous deux éminemment réels, ne saurait masquer le fait que ce tableau ne figure pas sur les listes d'œuvres connues de Vermeer. Cité aussi au n°170.
73. Danseuses, Degas : œuvre imaginaire (?), peintre réel. Malgré la prégnance du thème de la danse dans l'œuvre de Degas, force est de constater qu'aucune de ses toiles ne s'intitule Danseuses tout court. On est dans ce cas au niveau d'ambigüité maximal : il devient franchement difficile ici d'affirmer que l'œuvre citée est réelle ou imaginaire. Cité aussi au n°131.
74. Paysages de bord de mer (2 œuvres différentes), Heinrich Kürz : œuvres et peintre imaginaires.
75. Portait de Mlle Fanny Bentham dans le rôle de Camille d'"On ne badine pas avec l'amour", Heinrich Kürz : œuvre et peintre imaginaire. Camille, en revanche, est bien le personnage principal de la pièce de Musset.
76. Autoportrait avec effets d'anamorphose, Heinrich Kürz : œuvre et peintre imaginaires.
77. Central Pacific, Heinrich Kürz : œuvre et peintre imaginaires.
78. Portrait de Clara Schumann, Ludwig Steinbruck : œuvre et peintre imaginaire. Comme pour Guillaume de Humboldt (n°58), il existe bien en revanche des portraits bien réels de Clara Schumann.
79. Autoportrait aux masques, James Ensor : œuvre et peintre réels. Pour s'écarter malgré tout un peu du réel, Perec précise que l'œuvre dont il s'agit n'est qu'une "réplique", dont l'existence est évidemment impossible à vérifier. Cité aussi au n°121.
80. Même tableau qu'au n°59.
81. Trois Parques, anonyme italien : œuvre sans doute imaginaire, faute de cas bien précis d'un tableau sur ce thème courant qui soit connu et par un anonyme italien.
82. L'Énigme, Boucher : œuvre imaginaire, peintre réel. Cité aussi au n°159.
83. Méphistophélès, Larry Gibson : œuvre et peintre imaginaires.
84. Même tableau qu'au n°5.
85. La Mosquée des 'Ummayades, Devéria : œuvre imaginaire, peintre réel. Par contre, Perec ne précise pas lequel des deux frères, Achille ou Eugène, est censé être l'auteur : dès qu'on est un peu trop dans le réel, Perec s'ingénie à laisser son lecteur dans le flou...
86. Le Loing à Montargis, Girodet : œuvre imaginaire, peintre réel. Cité aussi au n°157.
87. Les Cavaliers arabes, Delacroix : œuvre imaginaire, peintre réel. Comme pour la danse chez Degas (n°73), le thème du ou des cavaliers arabes revient dans plusieurs œuvres différentes de Delacroix. On pourrait presque considérer que l'œuvre est réelle mais, comme par hasard, Perec prive le lecteur des précisions qui auraient permis d'identifier l'œuvre à coup sûr, alors même qu'il fait preuve d'une érudition étourdissante pour d'autres œuvres, pourtant tout droit sorties de son imagination. Cité aussi au n°127.
88. L'Intérieur à la perruque, Rigaud : œuvre imaginaire, peintre réel. "Binet, perruquier du roi Louis XIV", est en revanche un personnage bien réel, de même que l'auteur de la "médiocre épigramme", Bachaumont, qui est censée décrire ce tableau. Là encore, l'accumulation de références érudites en partie vérifiables (en partie seulement : l'auteur est réel, l'épigramme ne l'est pas ; du moins, c'est Perec qui l'a composée) crée globalement un effet de réel qui met en valeur le tableau.
89. Même tableau qu'au n°64. À cette seconde occurrence, l'œuvre est attribuée à Pisanello. Elle n'en reste pas moins imaginaire, même si Perec, pour semer le doute chez son lecteur, cite à l'appui de sa « démonstration » trois œuvres bien réelles de Pisanello :
  1. La Vision de saint Eustache ;
  2. La Légende de saint Georges ;
  3. L'Annonciation.
90. Même tableau qu'au n°63. Cette fois, c'est à Giorgione que l'œuvre, elle aussi déjà citée, est attribuée, en cette seconde occurrence. L'œuvre est décrire par Vasari dans le tome IV de ses Vies des meilleurs peintres, sculpteurs et architectes : l'illustre écrivain joue ici le même rôle que Ruskin au n°72.
91. Saint Georges, anonyme : œuvre imaginaire. Le tableau est présenté comme une "œuvre perdue" qui aurait été citée par Paolo Pino, qui effectivement écrit sur la peinture de son temps.
92. Portrait en pied, dit de Gaston de Foix, Savoldo] : œuvre et peintre réels. Une fois n'est pas coutume, tout ce qu'écrit Perec à propos de ce tableau est bien réel, y compris son lieu de conservation (le Louvre). Mais cette soudaine et apparente concession au réel est en fait citée à l'appui de la démonstration de l'attribution du très imaginaire Chevalier au bain à Giorgione...
93. Vénus offrant à Énée les armes de Vulcain, anonyme (?) : œuvre imaginaire. Ce thème est celui de plusieurs toiles bien réelles, mais les précisions données par Perec ne permettent évidemment pas de rattacher cette œuvre à l'une des œuvres réelles existantes.
94. Suivent trois œuvres bien réelles de Giorgione, qui viennent clore la très longue démonstration relative au Chevalier au bain et conférer à cette œuvre une aura de réel très convaincante, quoique totalement trompeuse :
  1. L'Orage ;
  2. Le Christ mort soutenu par un ange ;
  3. Le Joueur de flûte.
95. L'Arrivée de Charles Wilkes à San Francisco le 1er juin 1842, Arthur Stoessel : œuvre et peintre imaginaires. En revanche, les péripéties de l'expédition de Charles Wilkes dans le Pacifique telles que décrites par Perec sont bien réelles. Cité aussi au n°110.
96. Perdus dans la mer de Weddell, école américaine : œuvre imaginaire. Là encore en revanche, le récit de Perec relatif Benjamin Morrell, autre explorateur du Pacifique, correspond bien à la réalité.
97. La Mort de Juan Diaz de Solis tué par les Indiens, Arnold Hosenträger : œuvre et peintre imaginaires. Troisième et dernière toile de cette série d'œuvres imaginaires relatives à des explorateurs ayant réellement connu l'existence que raconte Perec.
98. Un petit port de plaisance près d'Amagansett, Heinrich Kürz : œuvre et peintre imaginaires. Faut-il voir dans ce tableau l'un des deux Paysages de bord de mer cités au n°74 ? En tout cas, cité aussi au n°110.
99. Les Ensorcelés du lac Ontario, Heinrich Kürz : œuvre et peintre imaginaire. Le lecteur se trouve ici plongé aussi loin que possible du réel puisque même le fait divers qui sert de sujet principal au tableau est imaginaire. L'œuvre est tellement imaginaire que Perec ne la décrit que sous la forme d'une minuscule esquisse, le tableau étant censé n'avoir jamais été mené à son terme.
100. Même tableau qu'au n°7.
101. Petit Paysage de Floride, John Jasper : œuvre et peintre imaginaires.
102. Portrait de Mark Twain, Adam Bilston : œuvre et peintre imaginaires. Mais il existe bel et bien au moins un portrait peint de Mark Twain.
103. Le Vieux Cocher, Mary Cassatt : œuvre imaginaire, peintre réel.
104. Le Trapéziste, Jefferson Abbott : œuvre et peintre imaginaires.
105. Les Immigrants, William Ripley : œuvre et peintre imaginaires.
106. La Chute de la maison Usher, Frank Staircase : œuvre et peintre imaginaires, mais manifestement inspirée de la nouvelle de Poe, suffisamment célèbre pour que Perec puisse s'abstenir de la mentionner.
107. Le Débarquement de Taft et des Marines du colonel Waller à Cuba en 1906, Walker Greentale : œuvre et peintre imaginaires. L'intervention américaine à Cuba en 1906 est pour sa part bien réelle.
108. Même tableau qu'au n°29.
109. Même tableau qu'au n°98.
110. Même tableau qu'au n°95.
111. Même tableau qu'au n°34.
112. Même tableau qu'au n°33.
113. Même tableau qu'au n°37.
114. Même tableau qu'au n°39.
115. Portrait de M. Baudoin-Dubreuil en mousquetaire, Ferdinand Roybet : œuvre et peintre imaginaires.
116. Même tableau qu'au n°42.
117. Le Collectionneur d'insectes, Gervex : œuvre imaginaire, peintre réel.
118. L'Apothicaire de Tunis, Gérôme : œuvre imaginaire, peintre réel.
119. Portrait d'un général, Jean Gigoux : œuvre imaginaire, peintre réel.
120. Voyage au centre de la Terre, Eugène Riou : œuvre imaginaire, peintre réel. Comme pour La Chute de la maison Usher (n°106), inspirée de Poe, la toile est manifestement inspirée de l'œuvre de Jules Verne, autre auteur fétiche de Perec, comme Roussel, auquel il a déjà été fait discrètement allusion au n°45.
121. Même tableau qu'au n°79.
122. Trois Hommes sur une petite route de campagne, August Macke : œuvre imaginaire, peintre réel. Précisons que Macke a effectivement travaillé au début de sa carrière dans l'atelier de Lovis Corinth.
123. Portrait d'un officier autrichien, Gustav Klimt : œuvre imaginaire, peintre réel.
124. Le Marché aux puces de la place Blanche, Utrillo : œuvre imaginaire, peintre réel.
125. Intérieur bourgeois, Vuillard : œuvre imaginaire, peintre réel. À nouveau, comme pour la danse chez Degas, Perec utilise une thématique récurrente de Vuillard pour conférer une aura de réel à une œuvre pourtant imaginaire.
126. Même tableau qu'au n°46.
127. Même tableau qu'au n°87.
128. Même tableau qu'au n°47.
129. Le Jeu de dominos, Cézanne : œuvre imaginaire, peintre réel.
130. Vue de Pompéi, Corot : œuvre imaginaire, peintre réel.
131. Même tableau qu'au n°73.
132. Le Changeur et sa femme, école flamande : œuvre imaginaire. Imaginaire en effet, puisque Perec présente ce tableau comme "une copie d'époque du célèbre tableau de Quentin Metsys". Pour ajouter (une fois de plus) à la confusion, Perec indique aussi que le tableau a été "parfois attribué à Marinus van Reymerswaele", contemporain bien réel de Metsys, et qui a lui aussi peint une autre version du Changeur et sa femme. Mais, évidemment, la description de l'œuvre faite par Perec ne correspond pas à ce que l'on peut voir sur le tableau de Reymerswaele.
133. Pyrame et Thisbé, école allemande : œuvre imaginaire.
134. La Chute des anges rebelles, école flamande : œuvre imaginaire. Perec fait état d'une attribution de cette œuvre à Jérôme Bosch, mais précise tout de suite qu'elle "ne repose sur aucun élément sérieux" (et pour cause : l'auteur de cette attribution, un certain Cavastivali, est parfaitement imaginaire). Or, Jérôme Bosch a bel et bien peint une Chute des anges rebelles.
135. Même tableau qu'au n°8.
136. Moine en prière, école française : œuvre imaginaire. Perec précise que l'œuvre a parfois été considérée comme un Saint Jérôme. Et il se livre surtout à une avalanche d'attributions successives à plusieurs peintres bien réels : Valentin, Honthorst, Ter Brugghen, Guido Reni, Manfredi, Schalken, l'Espagnolet ; et même, pour faire bonne mesure, "un élève du Caravage". Bien sûr, tous ces peintres, y compris le Caravage lui-même, ont tous un Saint Jérôme dans leur œuvre...
137. Les Architectes, Giovanni Paolo Pannini : œuvre imaginaire, peintre réel. La confusion est ici entretenue par le fait que ce peintre a déjà été cité, mais pour une œuvre bien réelle (voir au n°20).
138. La Venelle des musiciens, Louis Boilly : œuvre imaginaire, peintre réel.
139. La Naissance de Vénus, Gianbattista Tiepolo : œuvre imaginaire, peintre réel.
140. Les Joueurs d'échecs, école hollandaise : œuvre imaginaire. Tous les éléments mentionnés ensuite par Perec à propos de ce tableau sont en revanche bien réels, qu'il s'agisse de Karel van Mander, peintre effectivement décédé, ou bien de Giochino Greco, joueur d'échecs d'exception, un des premiers utilisateurs connus du mat à l'étouffée.
141. Même tableau qu'au n°55.
142. Même tableau qu'au n°68.
143. Incendie de Sodome, Gérard van Honthorst : œuvre imaginaire, peintre réel.
144. Même tableau qu'au n°66.
145. La Tempête, Joseph Vernet : œuvre imaginaire (?), peintre réel. Le thème de la tempête est récurrent chez Vernet : impossible de rattacher ce titre à une toile précise, d'autant que Perec prend bien soin de ne pas la décrire. Une fois de plus, Perec joue avec la limite entre le réel et l'imaginaire.
146. Même tableau qu'au n°58.
147. Portrait de Nelson, Sir Thomas Lawrence : œuvre imaginaire (?), peintre réel. Thomas Lawrence a effectivement réalisé au moins un portrait de Nelson, mais Perec lui en attribue quatre pour dérouter (avec succès) son lecteur.
148. Le Siège de Tyr, Peter Snayers : œuvre imaginaire, peintre réel. Sans doute le même tableau que celui cité au n°61.
149. Même tableau qu'au n°57.
150. L'Amour et Psyché, François Gérard : œuvre imaginaire, peintre réel. François Gérard a bel et bien peint un tableau intitulé L'Amour et Psyché : il date de 1798 et est conservé au Louvre. Perec prend donc bien soin de nous préciser qu'il s'agit d'une version antérieure, de 1796, pour sa part parfaitement imaginaire...
151. Même tableau qu'au n°71.
152. Portrait d'un évêque, Jean-Baptiste Perronneau : œuvre imaginaire, peintre réel. L'évêque en question est censé être un certain François de Telek, qui n'a jamais existé, mais on notera néanmoins que l'un des personnages principaux du Château des Carpathes, de Jules Verne, se nomme Franz de Télek. On peut voir là, sans trop se risquer, un nouvel hommage de Perec à Verne, après celui plus transparent du n°120. Si l'on ajoute que Perec ouvre son livre par une citation de Vingt Mille Lieues sous les mers, Verne paraît omniprésent.
153. Même tableau qu'au n°62.
154. Paon et corbeille de fruits, Jan Fyt : œuvre imaginaire, peintre réel.
155. Même tableau qu'au n°69.
156. Manlius Capitolinus, Nicolas Poussin : œuvre imaginaire, peintre réel.
157. Même tableau qu'au n°86.
158. Orphée et Eurydice, Jean-Baptiste Greuze : œuvre imaginaire, peintre réel.
159. Même tableau qu'au n°82.
160. Midas et Apollon, Pierre-Paul Rubens : œuvre imaginaire, peintre réel.
161. Même tableau qu'au n°5.
162. Même tableau qu'au n°6.
163. Les Médecins, Jan Steen : œuvre imaginaire, peintre réel. Selon un procédé désormais bien rodé, Perec fait référence à un tableau bien réel de Steen, La visite du médecin, pour mieux insister sur le fait que ce dernier n'a rien à voir avec celui qu'il nous présente. Au demeurant, la description qu'il en donne n'a rien à voir avec le tableau réel.
164. Même tableau qu'au n°59.
165. Même tableau qu'au n°64.
166. Même tableau qu'au n°60.
167. Même tableau qu'au n°67.
168. Même tableau qu'au n°63.
169. Portrait de Juste van Ostrack et de ses six enfants, Franz Hals : œuvre imaginaire, peintre réel.
170. Même tableau qu'au n°72.